# Station Ziębice
Station Ziębice is een spoorwegstation in de Poolse plaats Ziębice.